# Zentralbank von Sudan
Die Zentralbank von Sudan (arabisch بنك السودان المركزي, DMG Bank as-Sūdān al-markazī; englisch Bank of Sudan) ist die staatliche Zentralbank des nordafrikanischen Staates Sudan mit Sitz in der Hauptstadt Khartum.
Das Gebäude der Zentralbank liegt in der Nähe des Zusammenflusses von Weißem und Blauem Nil, an der Kreuzung von al-Gamhouria Straße und al-Qasr Straße, rund 400 Meter südwestlich vom Nationalmuseum Sudan.

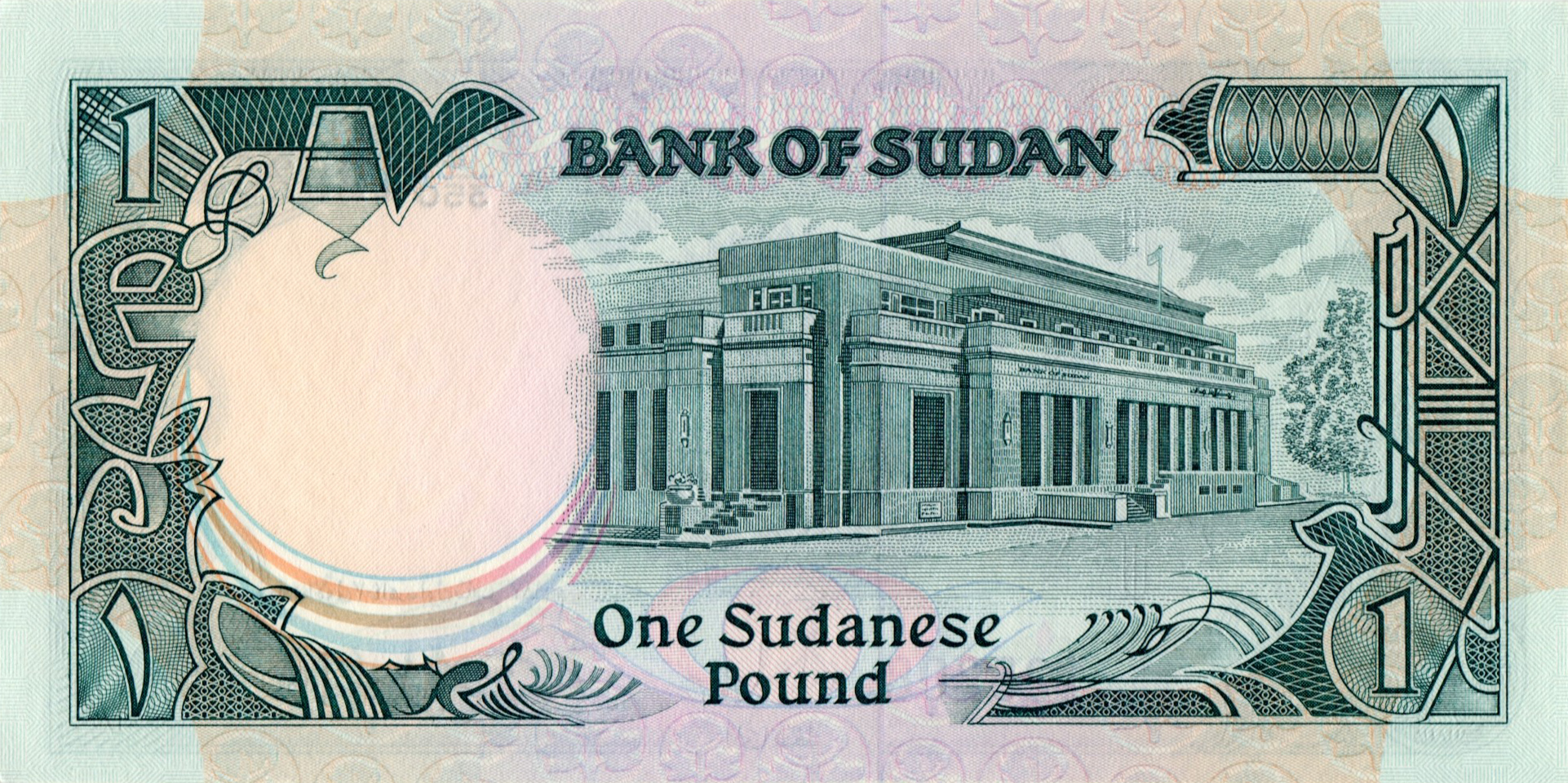
Ein-Pfund-Note von 1987 mit Bank of Sudan.

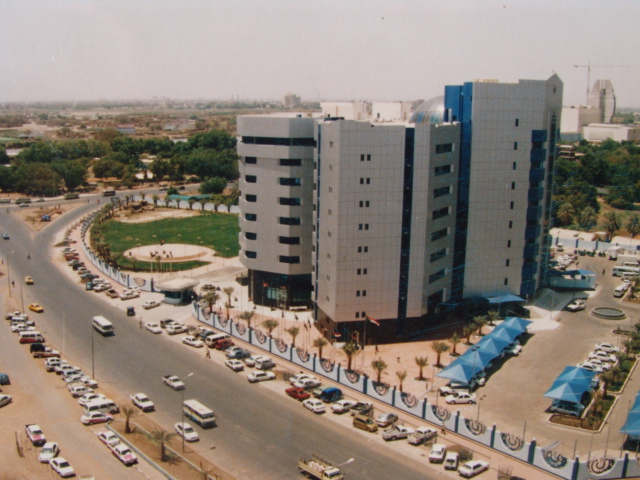
Gebäude der Zentralbank von Sudan

## Geschichte
Die Zentralbank nahm ihre Geschäftstätigkeit im Februar 1960 auf.